# Алимов, Наврузбек Ерназарович
Наврузбек Ерназарович Алимов (узб. Navro'zbek Ernazarovich Olimov; род. 21 марта 1992; Зарафшан, Узбекистан) — узбекистанский футболист. Нападающий узбекского клуба «Коканд-1912» и национальной сборной Узбекистана.
Наврузбек Алимов начал свою профессиональную карьеру в 2012 году в составе «Кызылкума». Выступал за этот клуб до конца 2014 года и за это время сыграл в 32 матчах и забил 4 гола. В начале 2015 года подписал контракт с ташкентским «Пахтакором».
В 2012—2013 годах выступал за молодёжную сборную, а с 2014 года является игроком национальной сборной Узбекистана, в котором сыграл 6 матчей и забил 1 гол. Свой дебютный матч в национальной сборной он сыграл 27 мая против сборной Омана.

## Достижения
- Финалист Суперкубка Узбекистана: 2015